# San Francisco (San Isidro)
San Francisco è un distretto della Costa Rica facente parte del cantone di San Isidro, nella provincia di Heredia.
San Francisco comprende 5 rioni (barrios):
- Calle Aguacate
- Quebradas
- Rinconada
- San Francisco
- Viento Fresco